# Frédéric Eccard
Pour les articles homonymes, voir Eccard.
Frédéric Eccard (né le 2 septembre 1867 à Munster, Haut-Rhin et mort le 21 octobre 1952  à Genève, en Suisse) est un juriste et homme politique français,  sénateur du Bas-Rhin.

## Biographie

### Le juriste
Diplômé en droit, Frédéric Eccard s'installe comme avoué-avocat à Strasbourg en 1897, et travaille pour l'État français et la compagnie des chemins de fer de l'Est. Radié pendant la Première Guerre mondiale par les autorités allemandes, il reprend ses activités en 1919 et sera à plusieurs reprises membre du conseil et bâtonnier de l'ordre des avocats. Il est également, après 1920, président de l'association régionale des avocats d'Alsace-Moselle, bâtonnier régional de l'ordre des avocats d'Alsace-Moselle et président de l'association nationale des avocats en 1931. En 1919, il est nommé professeur à la faculté de droit de Strasbourg.
Pendant la Première Guerre mondiale, il travaille dans les différents ministères, notamment à la commission de législation du ministère de la Guerre, préparant activement l'intégration juridique de l'Alsace-Moselle. Il préside de nombreux comités sur l'Alsace-Moselle et rédige des rapports sur les sujets juridiques et économiques. En décembre 1918, il est nommé président du tribunal régional de Strasbourg, chargé de réorganiser les juridictions d'Alsace-Moselle.

### Le politique
Sous la domination allemande, il soutient la culture française et fonde la société dramatique pour faire connaître le théâtre français aux Alsaciens. Il écrit dans de nombreuses revues, dont la Revue alsacienne illustrée.
En 1919, Frédéric Eccard fonde le Parti républicain démocratique (PRD) du Bas-Rhin. En janvier 1920, il est élu sénateur du Bas-Rhin. Il travaille beaucoup sur le droit d'Alsace-Moselle, mais également sur les relations entre la France et l'Allemagne, signalant les manquements de l'Allemagne au traité de Versailles. En 1935, il est battu: dans ses mémoires, il donne les raisons de son échec. Il rend son parti responsable de lui avoir imputé le rattachement de la Sarre à l'Allemagne, ce qui aggravait la situation économique de l'Alsace; il démissionne alors de son parti. Il reconnaît en outre qu'il n'a pas assez travaillé à entretenir sa popularité dans les campagnes alsaciennes. Il se retire de la politique active, tout en continuant à écrire dans de nombreuses revues, notamment la vénérable Revue des deux Mondes. Il y publie par exemple en 1938 une longue étude sur le corporatisme fasciste.
Depuis 1927, il est membre du Bureau permanent de l'Entente internationale anticommuniste du Suisse Théodore Aubert, qu'il a rencontré cette année-là à Genève. Il devient l'un des principaux maillons du réseau alsacien et protestant de cette association avec l'industriel Max Dollfus. En 1939, il souligne le « danger bolcheviste », dénonce le double jeu communiste et « l’illusion de la politique prosoviétique », qui a « mené la France sur une pente fatale » et a provoqué le Front populaire « inspiré par Moscou ». Il se réjouit des demandes de dissolution du PCF, par des députés comme René Dommange ou par l'appel des 430 journaux initié par l'Agence de presse Inter-France. Il souhaite alors un redressement fondé sur la « saine religion » et la « saine morale », valorise le maréchal Pétain et ses appels aux « valeurs spirituelles », au « sentiment du devoir, au respect de l’autorité et de la discipline, au goût du travail ». Il veut aussi un réarmement moral, une réforme des « mœurs politiques », un vrai pouvoir exécutif. Il va jusqu’à écrire : « Quels que soient les abus qu’Hitler a commis en se parant de la formule antibolcheviste et le choix des moyens employés pour abattre le communisme, on ne peut nier qu’en barrant le chemin au bolchevisme, il a rendu à son pays un service réel, que son action a empêché la vague soviétique de déferler sur l’Europe ». Mais dans le même temps, il rappelle que l'Allemagne d'Hitler « ne fait que préparer la guerre », que « nous ne saurions oublier que les méthodes du nazisme se rapprochent trop souvent du bolchevisme » et que le danger allemand « est aujourd’hui le plus sérieux ». Les accords de Munich en 1938 ont été une lourde « défaite » car « le Français moyen ne s’est pas rendu compte de l’importance capitale du problème tchécoslovaque pour la France et des véritables intentions d’Hitler ».

### Le protestant
Luthérien, il est désigné en 1923 comme représentant du gouvernement au consistoire supérieur et au directoire de l'Église luthérienne d'Alsace-Moselle. Il est, jusqu'en 1939, vice président de la Fédération protestante de France et président des œuvres protestantes au Syrie et au Liban.
Il préside en 1937 une séance d'un congrès à Metz de l'association protestante La Cause, contre le communisme.

### L'administrateur de sociétés
Il siège au conseil d'administration ou de surveillance de plusieurs sociétés alsaciennes: Compagnie générale d'assurances Rhin et Moselle, à partir de 1921, Brasserie de l'Espérance, tramways strasbourgeois, forges de Strasbourg, Banque de Strasbourg, qu'il préside. Il administre aussi une firme coloniale : la Compagnie de cultures de l'Afrique occidentale.

## Sélection de publications
- L'Alsace sous la domination allemande,  Paris, A. Colin, 1919, 309 p.
- Voyage d'études en Europe centrale et orientale (9-27 juin 1933): Strasbourg, Zurich, Feldkirch, Landeck, Mérano, Bolzano, Trento, Venise, Trieste, Lloubliana, Zagreb, Banja-Luka, Belgrade, Orsova, Timiscara, Szeged, Budapest, Bratislave, Vienne, Prague, Linz, Salzbourg, Innsbruck, Strasbourg (1933, en collaboration avec Jules-Albert Jaeger, Marcel Koch et François Wendel)
- Le problème sarrois, Paris, Impr. Renouard, 1933, 24 p.
- Les Responsabilités françaises vis-à-vis du communisme, Carrières-sous-Poissy, la Cause, 1937, 16 p.
- Le Bolchevisme paralyse la France, Belfort, Société générale d'imprimerie, 1938, 37 p. (extrait de la Revue des deux mondes, mai 1938: Lire en ligne)
- La législation anticommuniste dans le monde (1938)
- Le Livre de ma vie, préface d'Albert Schweitzer, Neuchâtel/Paris, V. Attinger/Editions Oberlin, 1951, 357 p.
- Avec les Alsaciens évacués en Périgord. Mes carnets 1939-1940, Strasbourg, Édition des "Dernières nouvelles de Strasbourg, 1952, 48 p.